# Кавове желе
Кавове желе (яп. コーヒーゼリー, коохіі дзері) — желе-десерт зі смаком кави та цукру. Хоча колись цей десерт був поширений у британських та американських кулінарних книгах, зараз він найпоширеніший в Японії, де його можна знайти в більшості ресторанів, кафе та мінімагазинів. Кавове желе може бути виготовлене з використанням миттєвої суміші або з нуля.

## Історія
Рецепти желе з кави з'являються в кулінарних книгах, виданих в Англії ще в 1817 році. Найбільш ранні рецепти полягали у змішування кави з желеутворювачем отриманим з телячих копит, та іноді вимагали використання риб'ячого клею або інших освітлювачів. Після появи у продажі желатину у пакетиках, більшість рецептів зводиться до розчинення желатину в гарячій каві, з подальшим заливанням у бажану форму і застиганням.
На початку 20 століття кавове желе пропагували як більш здорову альтернативу гарячій каві, оскільки вважалося, що желатин поглинає зайву кислоту в шлунку.
Jell-O випустив кавову желатинову суміш у 1918 році, але тоді цей десерт так і не набув широкої популярності поза межами Нової Англії. Сьогодні желе з кави все ще можна знайти в Род-Айленді, Массачусетсі та інших штатах Нової Англії. Ресторан Durgin-Park у Бостоні, який відкрився у 1827 році, досі пропонує кавове желе, приготоване із залишків кави з попереднього дня.
Японське желе з кави було розроблено в період Тайсьо (1912–1926) імітуючи європейське желе. Воно сподобалось тогочасним молодим людям, що мали смак до західної моди, і його популярність зростала разом із культурою кави в Японії. Кавове желе залишається популярним в Японії і є широко доступним. Компанія Starbucks випустила в Японії кавове желе фраппучіно в 2016 році.

## Опис
Японське кавове желе готується з підсолодженої кави, доданої в агар, тоді як у європейських та американських рецептах традиційно використовується желатин. Агар — це желатиноподібна речовина, виготовлена з водоростей, по-японськи називається кантен.
Його часто ріжуть кубиками та додають до різноманітних десертних страв та напоїв. Кубики кавового желе іноді додають в молочні коктейлі, морозива тощо. Кавове желе часто додають у чашку гарячої або крижаної кави разом з вершками та сиропом. Кубики охолодженого кавового желе можуть подаватися политі згущеним молоком.

## Галерея
Різні способи подачі кавового желе:

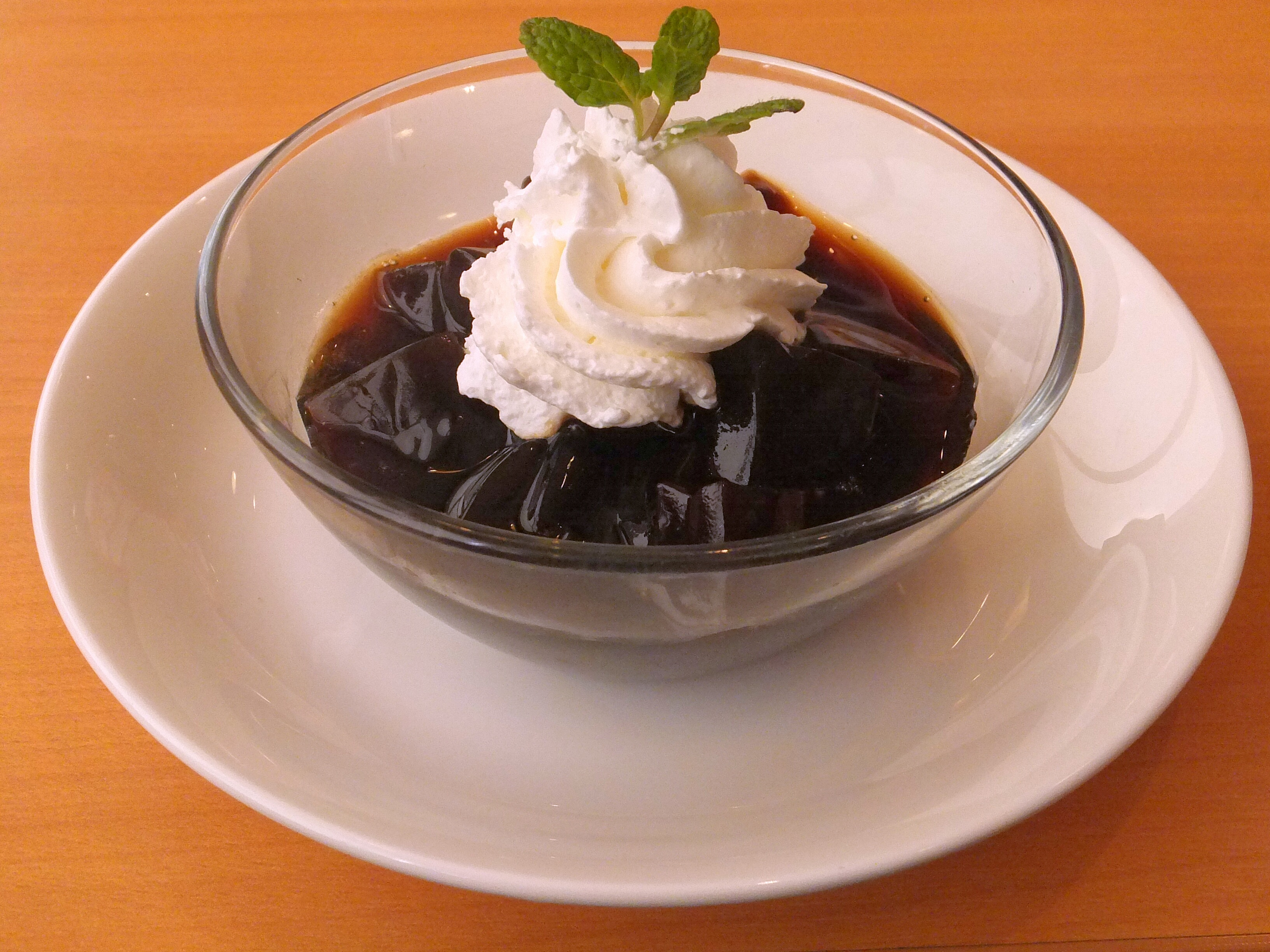
Кавове желе з вершками і м'ятою.
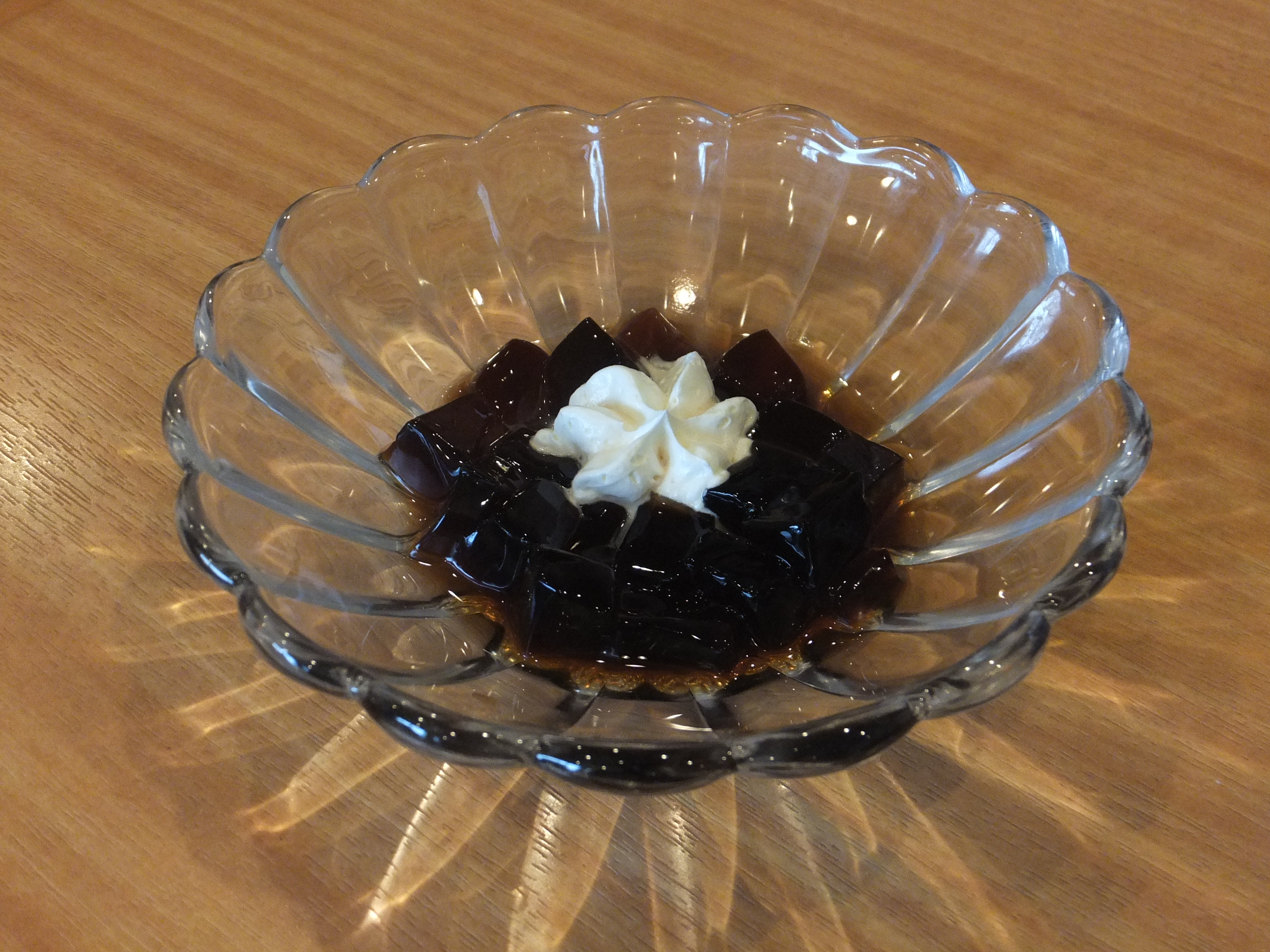
Кавове желе з вершками.
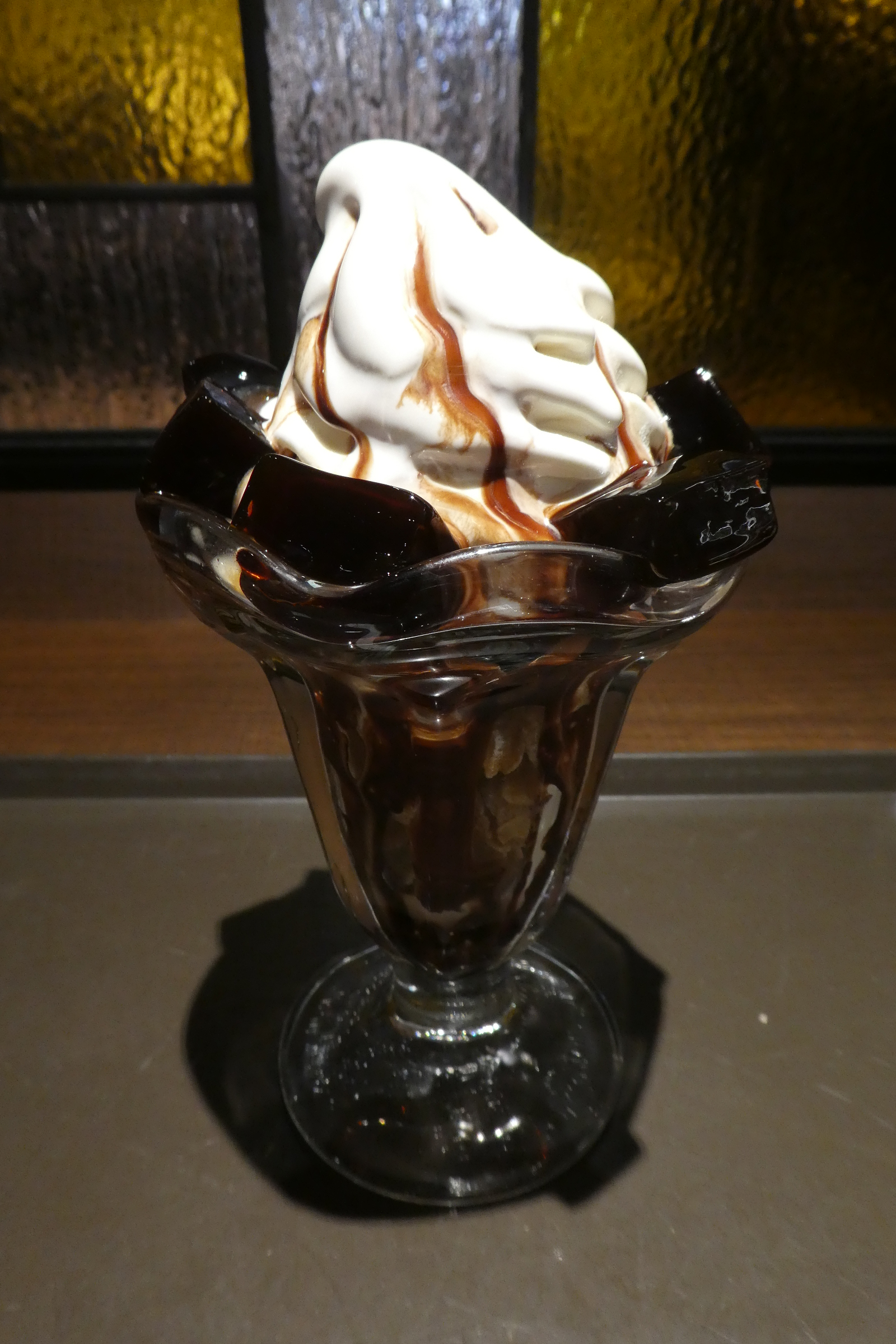
Кавове желе із ванільним морозивом.
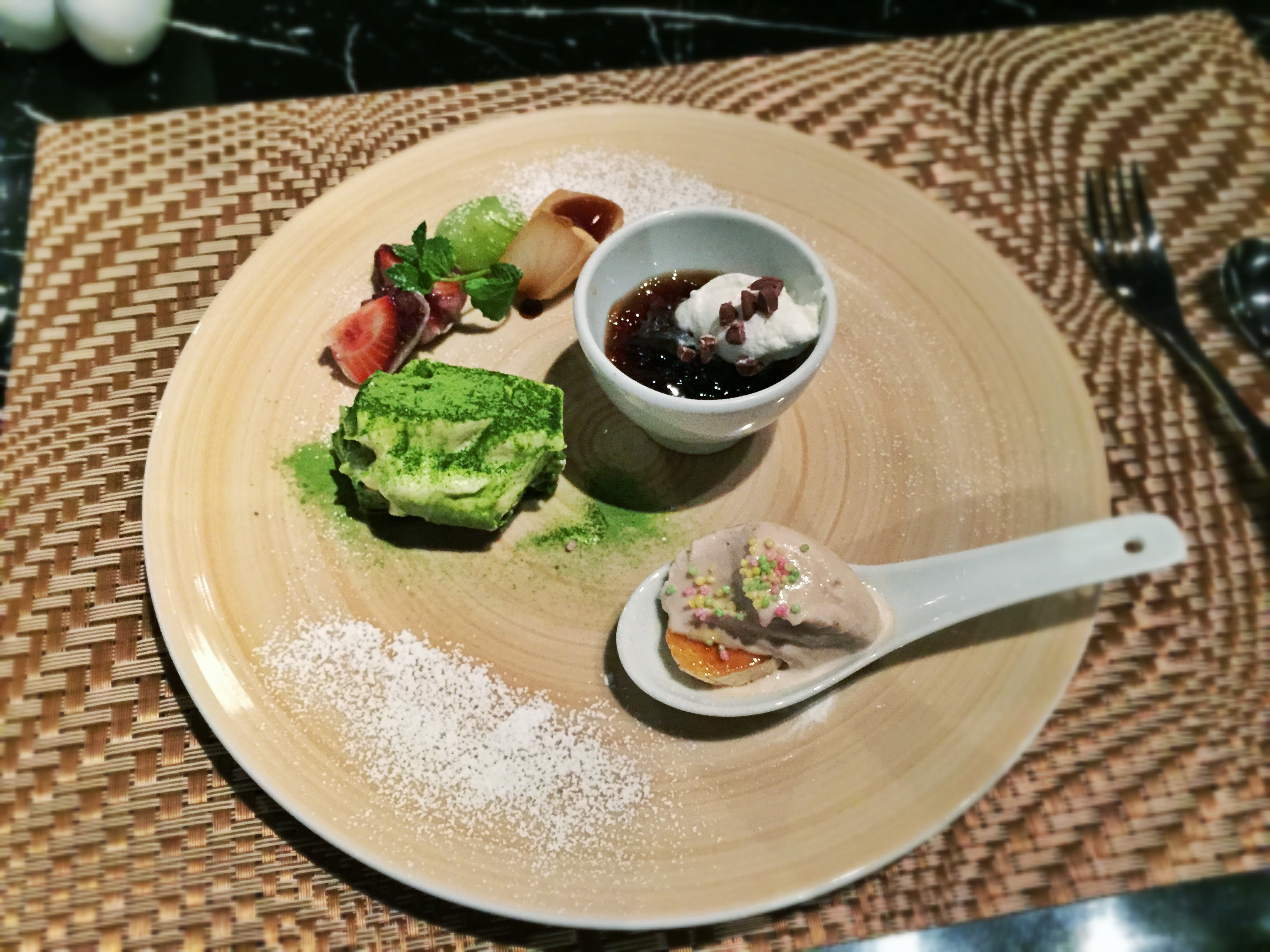
Десерт з кавовим желе, імбирним морозивом, мочі, тістечком матча та фруктами.